# Иван Божилов
Иван Ангелов Божилов е доктор на науките по история, професор медиевист.

## Биография
Роден е на 29 юли 1940 г. в Дупница. През 1965 г. завършва история в Софийския държавен университет. Редовен аспирант по средновековна българска история в Института по история при БАН (1968–1970 г.) През май 1971 г. защитава кандидатска дисертация на тема „Към историята на „Отвъддунавска България“ (VII – началото на XI век). От 1954 до 1972 г. е член на ДКМС, от 1966 до 1967 г. е секретар на Комсомолското дружество при Архивно управление. От 1972 до 1983 г. е агент и секретен сътрудник на Държавна сигурност. През 1973-1974 г. специализира византология в Париж при професорите Пол Льомерл и Андре Гийу. Специализира в Центъра за византоложки проучвания в Бари (1978-1980), посещава и се запознава с фонда на националните библиотеки в Париж, Мадрид, Атина и другаде.
Историк-специалист (1971), научен сътрудник (1972), старши научен сътрудник II ст. (1982) и старши научен сътрудник I ст. (1988) в института по история при БАН. Ръководител на секция „Средновековна история на България“ в института от 1982, научен секретар на БАН от 1992, председател на националния комитет на историците в България от 1995, председател на научната комисия по история при ВАК.
Участва в няколко научни конференции и симпозиуми, в България и в чужбина.
Защитава през ноември 1986 г. докторска дисертация „Фамилията на Асеневци (1186 – 1460). Генеалогия и проспография.“.
Главен редактор на изданията „Бизантино-Булгарика“, „Гръцки извори за българската история“ и „Латински извори за българската история“.
Автор на над 140 научни публикации, сред които 8 авторски книги и още 4 в съавторство.
От 1995 г. води курсове по:
- История и култура на средновековна България;
- История и култура на средновековието;
- Византийска история и култура;
- Западното средновековие като цивилизационна система;
- Европейският север и Средиземноморието през средновековието;
- Византийска литература;
- Изток – запад в европейската култура;
- Европеистика.

## Памет
На Иван Божилов е наречена улица в квартал „Сухата река“ в София (Карта).